# Nephelemorpha
Nephelemorpha là một chi bướm đêm thuộc họ Erebidae.